# Pternopetalum tanakae
Pternopetalum tanakae är en flockblommig växtart som först beskrevs av Adrien René Franchet och Paul Amédée Ludovic Savatier, och fick sitt nu gällande namn av Hand.-mazz. Pternopetalum tanakae ingår i släktet Pternopetalum och familjen flockblommiga växter.

## Underarter
Arten delas in i följande underarter:
- P. t. fulcratum
- P. t. tanakae